# Leo Hernández
Leonardo Jesús Hernández (Santa Lucía, Miranda, Venezuela - 6 de noviembre de 1959), comúnmente conocido como Leo Hernández, es un ex tercera base venezolano de las Grandes Ligas y bateador diestro que jugó para los Baltimore Orioles (1982–83, 1985) y New York Yankees (1986). Actualmente es el entrenador de bateo de DSL Mets1.

## Carrera en Grandes Ligas
Hernández fue fichado como agente libre aficionado por Los Angeles Dodgers en 1978 e hizo su debut con Baltimore el 19 de septiembre de 1982. En una carrera de cuatro temporadas, Hernández bateó .226 con 7 jonrones y 30 carreras impulsadas en 85 juegos, principalmente  con Orioles y Yanquis.

## Carrera en la liga venezolana
Hernández tuvo una trayectoria de 15 temporadas en la Liga Venezolana de Béisbol Profesional, entre 1978 y 1994, con Leones del Caracas, Tigres de Aragua y Caribes de Oriente. Disputó 8 postemporadas y 7 finales, y formó parte de 3 equipos campeones.
En diciembre de 2019 fue elevado al Salón de la Fama del béisbol venezolano. Entre sus logros en la LVBP está en ser, al momento de su retiro el primero con 70 cuadrangulares y 70 robos, el segundo mayor jonronero; tercero en impulsadas, cuarto en dobles y extrabases; y quinto en bases alcanzadas. Además, fue un consistente defensor de la tercera almohadilla.

## Carrera en otras ligas
Hernández disputó cinco temporadas en la liga mexicana, entre 1987 y 1991, con los clubes de  Torreón, Campeche y Yucatán. Conectó 151 jonrones con 515 carreras remolcadas en 535 juegos de ronda eliminatoria y dejó promedio al bate de .331.

## Como técnico
Hernández fue nombrado entrenador de bateo de los DSL Mets 1 de la organización New York Mets para la temporada 2018.